# Дельвина, Сулейман-бей
Сулейман-бей Дельвина (алб. Sulejman Bej Delvina; 5 октября 1884, Дельвина, Османская империя — 1 августа 1933, Влёра) — албанский политический, общественный и государственный деятель, премьер-министр Албании в 1920 году. дипломат, Министр иностранных дел Албании.

## Биография
Родился в богатой помещичьей семье. После окончания школы греческого языка в г. Янина, изучал право в университете в Стамбуле. С 1899 года работал в министерстве иностранных дел Османской империи, затем, секретарём в канцелярии премьер-министра, занимался разработкой нормативных актов.
В 1901 году был преподавателем в Галатасарайском лицее в столице.
В Стамбуле наладил сотрудничество с албанскими национальными активистами, действующими в патриотическом клубе « Башкими».
В 1916 году поступил на работу в Министерство внутренних дел Османской империи. Был назначен начальником отдела в Министерстве внутренних дел, затем начальником административных органов вилайетов.
После провозглашения независимости Албании во Влёре в ноябре 1912 года С. Дельвина остался в Константинополе, где продолжал работать на османской государственной службе до конца Первой мировой войны. После Первой мировой войны отказался от должности официального представителя Османской империи и переехал в Албанию.
В апреле 1919 года отправился на мирную конференцию в Париже в качестве представителя албанской диаспоры.
В январе 1920 г. Дельвина был одним из организаторов национального конгресса в Люшне, на котором рассматривались вопросы восстановления албанской государственности. Там же был избран главой нового правительства, которое действовало в течение 10 месяцев, после чего было свергнуто в результате политической напряженности. Тогда же стал заместителем министра внутренних дел, юстиции и финансов. На этих должностях он начал создавать общенациональные полицейские силы, создавать суды и собирать средства для правительства.
За время правления Дельвина заложил основы албанского государства во многих областях. Во внешней политике, путём умелых переговоров, подготовил пути для международного признания своей страны. Считался признанным экспертом в области административных вопросов.
Во время Июньской революции 1924 года он находился во Влёре и поддерживал деятельность Фана Ноли. После прихода к власти Ноли ему было поручено руководство министерством иностранных дел. После поражения правительства Фана Ноли Дельвина покинул страну и отправился в Вену, где начал работать в Национальном революционном комитете.
Тяжело заболел и вернулся в Албанию. Умер во Влёре.